# In the Pink of Condition
In the Pink of Condition je třetí studiové album velšského hudebníka H. Hawklina. Vydalo jej v únoru 2015 vydavatelství Heavenly Recordings a jeho producentkou byla Cate Le Bon. Nahrávání alba probíhalo v Seahorse Sound Studios v Los Angeles. Album bylo neúspěšně nominováno na Welsh Music Prize.

## Seznam skladeb
1. „Sticky Slithers“ – 3:09
2. „Isobelle“ – 3:29
3. „Everybody's on the Line“ – 3:56
4. „Moons in My Mirror“ – 3:10
5. „Rainy Summer“ – 3:32
6. „Concrete Coloured Clothes“ – 2:38
7. „Ringfinger“ – 2:36
8. „In Love“ – 2:46
9. „Dirty Dreams“ – 3:58
10. „Moddion“ – 1:54
11. „Spooky Dog“ – 3:55
12. „Back in Town“ – 3:25

## Obsazení
- H. Hawkline – zpěv, kytara, baskytara, syntezátor, varhany, perkuse
- Cate Le Bon – kytara, baskytara, perkuse, syntezátor, zpěv
- Ken Life – vibrafon, cembalo
- Josiah Steinbrick – klavír, cembalo, baskytara, klavír, syntezátor, kytara
- Keith Wood – baskytara
- Dan Ward – bicí